# Northrepps
 Northrepps é uma vila e freguesia no distrito de North Norfolk, em Norfolk, Inglaterra, cerca de 22,1 miles (35,6 km) de Norwich.

## Transporte
A via principal é a A140, que vai de Cromer até Needham Market.

## Gallery

Northrepps
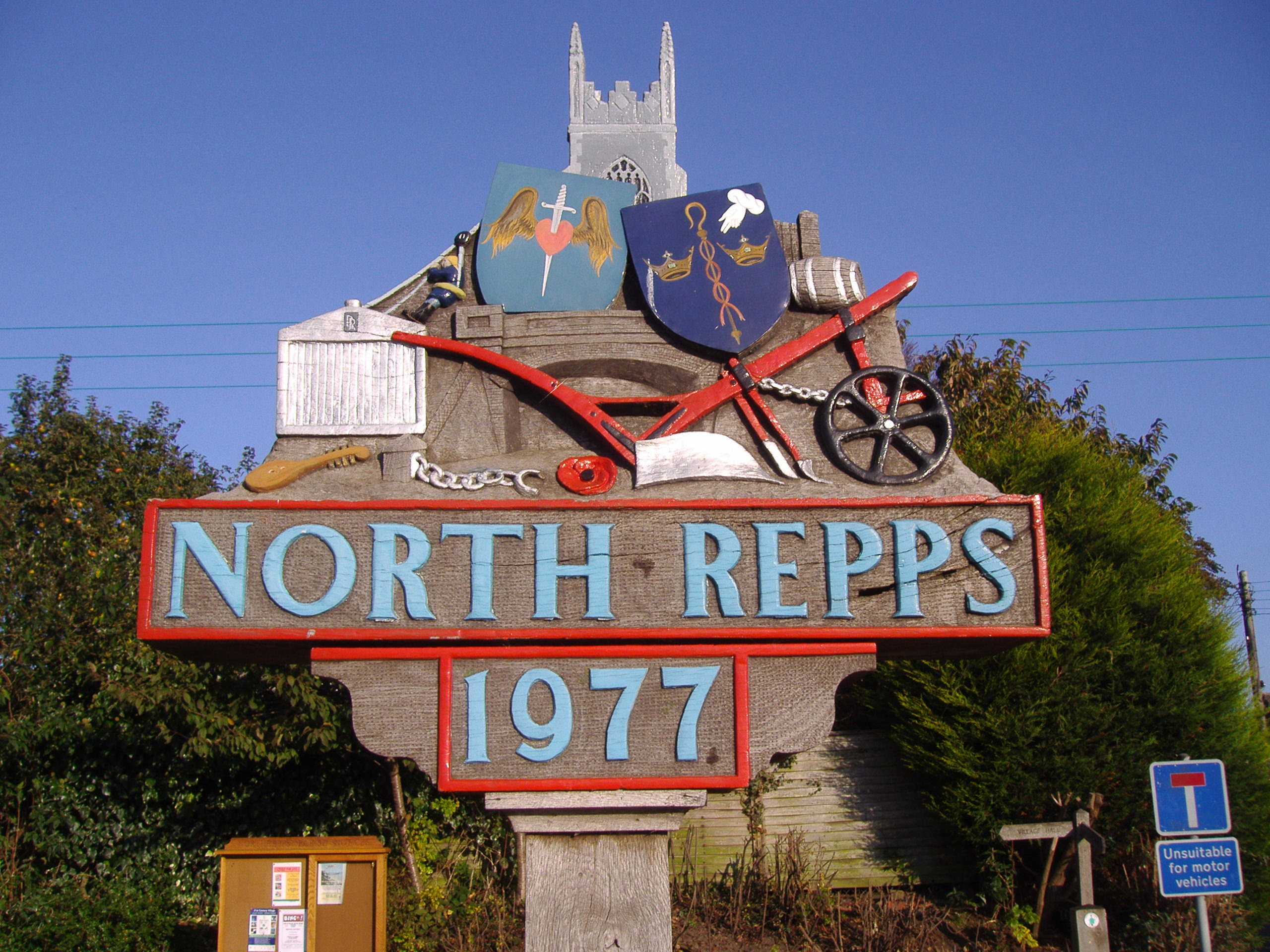
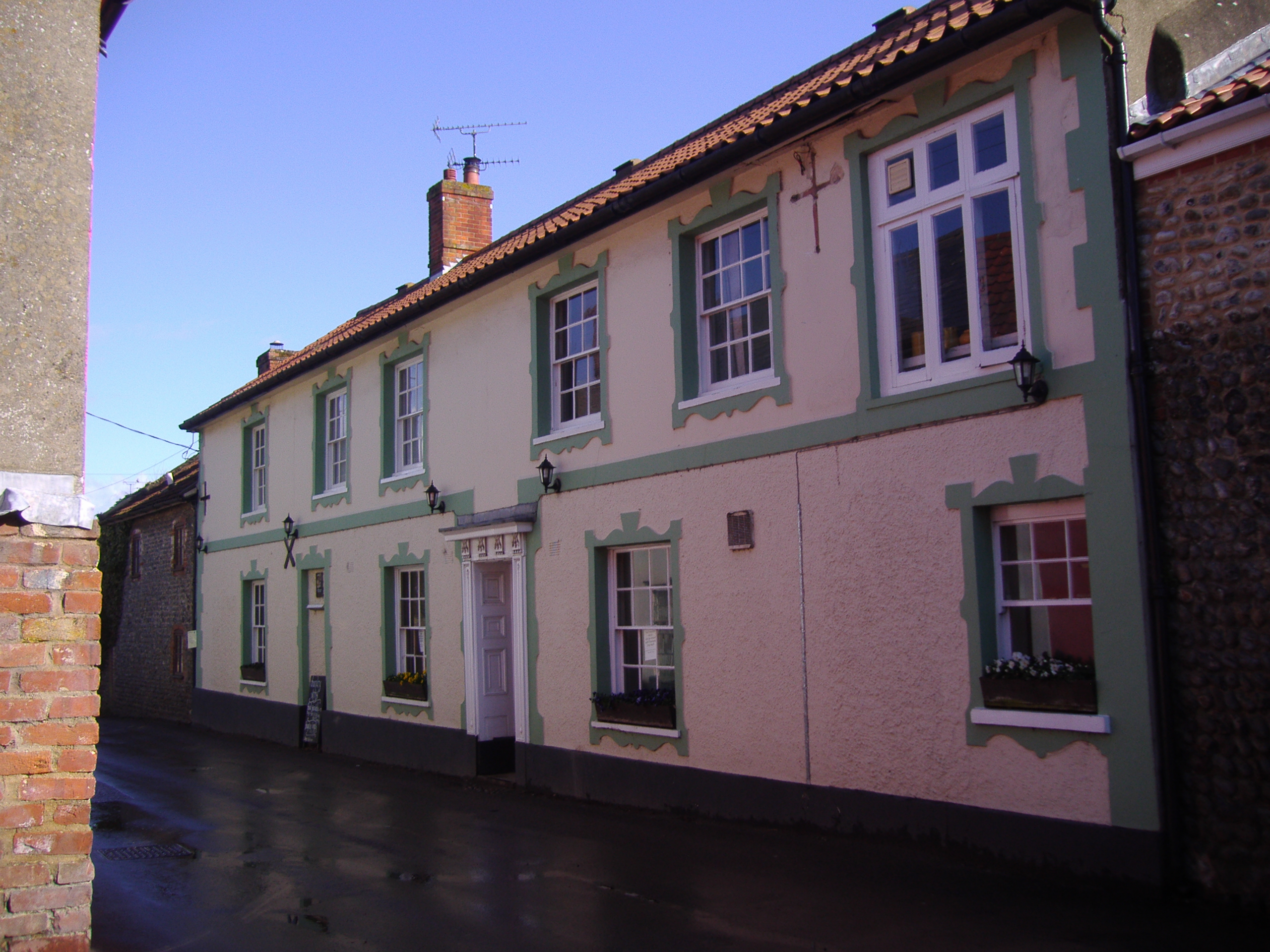
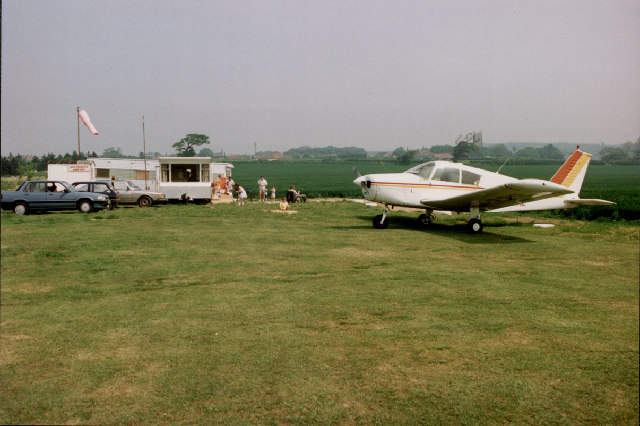
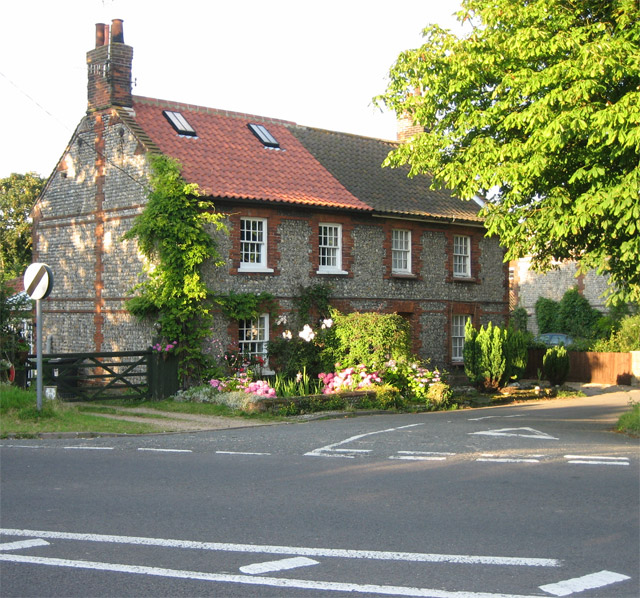
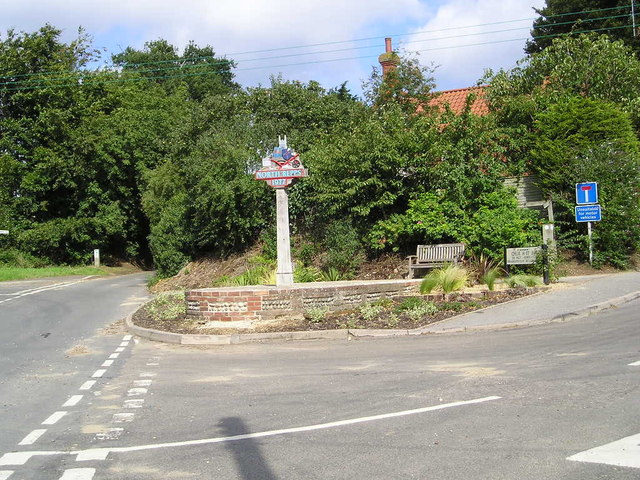